# Barnes Motor Car Company
Barnes Motor Car Company, vorher Anhut Motor Car Company, war ein US-amerikanischer Hersteller von Automobilen.

## Unternehmensgeschichte
Der Senator John Anhut gründete die Anhut Motor Car Company im Oktober 1909. Der Sitz war in Detroit in Michigan. Detroits Bürgermeister Philip Breitmeyer war ebenfalls beteiligt. Im gleichen Monat war das erste Fahrzeug fahrbereit. Die Produktion begann Ende 1909. Der Markenname lautete Anhut. Im Februar 1910 stieg H. C. Barnes ein, der vorher bei Overland tätig war. Nach anfänglichen Erfolgen wurde 1910 Chatham Motor Car aus Kanada übernommen. Im Sommer 1910 stieg Anhut aus, um sich seiner politischen Karriere zu widmen. Barnes übernahm die Unternehmensleitung. Er reorganisierte das Unternehmen bis zum September 1910 und benannte es in Barnes Motor Car Company um. Er hatte Pläne, Fahrzeuge als Barnes zu vermarkten. Der Bankrott im November 1910 verhinderte dies. Im Januar 1911 wurde alles an die Autoparts Company in Detroit verkauft.

## Fahrzeuge
Das einzige Modell war der Six. Er hatte einen Sechszylindermotor von der Brownell Motor Company mit 3784 cm³ Hubraum und 36 PS Leistung. Die Fahrzeuge hatten ein Fahrgestell mit 279 cm Radstand. Ein zweisitziger Roadster, ein viersitziger Roadster inklusive Notsitz und ein ebenfalls viersitziger Toy Tonneau standen zur Wahl.